# Вече уличних свирача у Сомбору
Вече уличних свирача у Сомбору је први пут одржано 2019. године када је Сомбор био домаћин 19. Фестивала уличних свирача  - фестивала који у континуитету траје од 2000. године, најпре до 2016. године, на улицама и трговима старог центра Новог Сада, а потом у предграђу Петроварадинске тврђаве.
Манифестација се одржава у организацији Културног центра "Лаза Костић" Сомбор, уз подршку Града Сомбора и Уметничке асоцијације INBOX.

## Локација
Вече уличних свирача у Сомбору организује се испред зграде Жупаније, на балконима у улици Краља Петра I и на бини постављеној на Тргу Светог Ђорђа.

## Хронологија

### Вече уличних свирача 2019
Сомбор је први пут био домаћин манифестације Вечери уличних свирача 3. августа 2019. године када се центар града на једну ноћ вратио у златне двадесете, у доба кабареа, флапер девојака, свинга и Диксиленда. Са десет балкона наступило је око 25 музичара из целе Војводине, док је на крају велчери на Тргу Светог Ђорђа наступио Београдски састав Belgrade Dixieland Orchestra. Манифестација је започета у 19 часова програмом на балконима када су наступили Катарина Стојков, The Hat Matters, Перо Стојанчевић, Hot Club OFNS, Богдан Спасић, Steadys, Deeps trio, Горан Стргар, Зорана Иђушки дуо и NS jazz трио. Осим музике, публика је током вечери имала прилику да види селекцију немих филмова који су били пројектовани на фасадама зграда.

### Вече уличних свирача 2021
Сомбор је други пут био домаћин манифестације Вече уличних свирача 7. августа 2021. године. Манифестација је започета наступом на балкону Жупаније. У наставку програма са 10 балкона на главној улици наступило је више од тридесет музичара. Публику су забављали бендови Агота Виткаи Кучера квартет, Мића Јанковић и Милан Прунић, Gitart+, Sudden Trio, Jaser Badwai, Алексеј Игњатов, Маја Брукнер Трио и Адам Клем. Завршетак вечери прошао је у џез и соул ритму када је наступила џез музичарка Бети Ђорђевић.

### Вече уличних свирача 2022
Сомбор је трећи пут био домаћин манифестације Вече уличних свирача 6. јула 2022. године када је наступило више од 30 музичара. Посетиоцима су соло, дуо, трио састави и квартети приредили јединствени jam session са балкона главне улице и када је за крај на главној бини наступио Old Hat Orchestra са оригиналним музичким аранжманима светских и домаћих аутора. На десет сомборских балкона публици су се представили Gitart+, Милорад Ружић Луле – Тајфуни, блуз дуо Мики Алмаши и Синиша Малешевић, Алекс, The Hat Matters, дуо Боле и Ненад и дувачки састав из Зрењанина. Велику пажњу посетиоца привукли су и штулаши и људи статуе, којима су се посебно обрадовали најмлађи посетиоци.

### Вече уличних свирача 2023
Сомбор је четврти пут био домаћин манифестације Вече уличних свирача 29. јула 2023. године, када се на балконима Улице краља Петра I, почевши о фонтане, смењивало тридесет музичких извођача, водивши посетиоце до централне бине на Тргу Светог Ђорђа, на којој се публици представио Уметнички ансамбл Министарства одбране Станислав Бинички са хором. Програм је започет испред зграде Скупштине града Сомбора наступом гудачког квартета Рапсодија, а затим су се наступи наставили низати кроз главну улицу. Соло, дуо, трио састави и квартети на десет балкона публици су се представили Чедана Ђокић – солиста на хармоници, High hopes duo, Trilogy, DosBeardos, NP trio, Maja Brukner i Co, THM, Sombor state of mind&pure music и Gitar Duo, који су приредили јединствен jam session на отвореном, а придружили су им се и штулаши, људи статуе, те чувени фијакеристи који су употпунили програм.

### Вече уличних свирача 2024
Сомбор је пети пут био домаћин манифестације Вече уличних свирача 20. јула 2024. године када је наступило више од 30 уметника. Програм је започет у 18 часова испред Жупаније наступом гудачког квартета Belissimo, а затим се наставио у улици Краља Петра I, наступом соло, дуо, трио састава и квартета са балкона. Наступили су Живановић Николић Мартић, Stonehenge, Family Business, The Hat Matters, Трио вокалног ансамбла Musica Viva, Duo guitar, КлоКЛо, полазници Основне музичке школе Исидор Бајић из Куле, Дувачки трио. Пропратни програм за децу извео је Креативни погон. Уметницима су се придружили и штулаши, људи статуе и фијакеристи са својим фијакерима који су били главни промотери програма. На главној бини наступили су Old Hat Orchestra које чини осам музичара.

### Вече уличних свирача 2025
Сомбор је шести пут домаћин манифестације Вече уличних свирача 1. августа 2025. године.